# Ганиев, Абдуали Ганиевич
Абдуали Ганиевич Ганиев (Абдуали Ғаниев; 20 декабря 1931 — 8 октября 1999, Ташкент) — советский и узбекистанский учёный в области ядерной физики и химии, доктор химических наук (1974), профессор (1977), действительный член Академии наук Республики Узбекистан (1995).

## Биография
Родился 20.12.1931 в кишлаке Ялангоч Кибрайского района Ташкентской области (сейчас в черте города Ташкент).
Окончил Среднеазиатский университет (1953).
Работал в Институте ядерной физики АН Узбекистана, с 1963 года заведующий лабораторией.
В 1974 году защитил докторскую диссертацию:
- Исследование в области аналитической химии микроконцентрации благородных металлов с использованием метода нейтронной активации и экстракции : диссертация … доктора химических наук : 02.00.02. — Ташкент, 1974. — 263 с. : ил.

Профессор (1977), действительный член Академии наук Республики Узбекистан (1995) (член-корреспондент с 1984 года).
Научные труды посвящены определению микроконцентраций редких металлов с помощью методов нейтронной активации и экстракции. Разработал методы экстракционного концентрирования и разделения с использованием реагентов из местного сырья, в том числе тио-и дитиофосфатных кислот.
Лауреат Государственной премии Узбекской ССР имени Бируни (1982).

## Сочинения
- Методы активационного анализа благородных и редких металлов [Текст] / А. Г. Ганиев, Д. У. Каримкулов, Х. Р. Рахимов ; АН УзССР, Ин-т ядер. физики. — Ташкент : Фан, 1977. — 134 с. : граф.; 21 см.
- А. Г. Ганиев, О. Ф. Ходжаев, Х. Х. Тураевларнинг «Экстракция благородных металлов производными дитиофосфорных кислот и их радиоактивационное определение» (Тошкент, «Фан», 1998).
- Тураев Х. Х., Ганиев А. Г. Ходжаев О. Ф., Закономерность трансвлияния в комплексных соединениях кобальта // Монография. -Т.: Фан, 1998. 100 с.